# Slobodan Milošević
Slobodan Milošević (srbsko Слободан Милошевић), srbski politik, * 20. avgust 1941, Požarevac, Kraljevina Jugoslavija, † 11. marec 2006, Haag, Nizozemska.
Od leta 1989 do 1997 je bil predsednik Socialistične republike Srbije v SFR Jugoslaviji in predsednik Zvezne republike Jugoslavije od leta 1997 do 2000. Vodil je Socialistično stranko Srbije od njene ustanovitve leta 1990 in se povzpel na oblast kot srbski predsednik med prizadevanji za reformo ustave Jugoslavije iz leta 1974 kot odgovor na domnevno marginalizacijo Srbije, stališča, da imajo srbske avtonomne pokrajine preveč oblasti, zaradi česar so skoraj neodvisni od Srbije, in trditve o politični nezmožnosti za odvračanje od albanskih separatističnih nemirov v srbski avtonomni pokrajini Kosovo.  
Miloševićevo predsedovanje Srbiji in Zvezni republiki Jugoslaviji je zaznamovalo več velikih reform srbske ustave od 80. do 90. let dvajsetega stoletja, ki so zmanjšale pristojnosti srbskih avtonomnih pokrajin. Leta 1990 je Srbija prešla iz titoističnega enopartijskega sistema v večstrankarski sistem in poskušala reformirati jugoslovansko ustavo iz leta 1974.  Sestavne republike države so se razpadle zaradi izbruha jugoslovanskih vojn, nekdanji jugoslovanski republiki Srbija in Črna gora pa sta ustanovili Zvezno republiko Jugoslavijo. Milošević se je v imenu bosanskih Srbov pogajal o Daytonskem sporazumu, ki je leta 1995 končal vojno v Bosni. 
Potem, ko je NATO leta 1999 bombardiral Jugoslavijo, je Mednarodno kazensko sodišče za nekdanjo Jugoslavijo (ICTY) obtožilo Miloševića vojnih zločinov v zvezi z državljansko vojno tako v Bosni, kot na Hrvaškem in vojno na Kosovu. Postal je prvi voditelj države, ki je bil obtožen vojnih zločinov. V devetdesetih letih dvajsetega stoletja so potekali številni protivladni in protivojni protesti. Ocenjuje se, da je od 50.000 do 200.000 ljudi zapustilo Jugoslavijo, ki jo je nadzoroval Milošević, iz Srbije pa se je izselilo med 100.000 in 150.000 ljudi, ki niso hoteli sodelovati v vojnah. 
Milošević je odstopil s položaja jugoslovanskega predsedstva sredi demonstracij po spornih predsedniških volitvah 24. septembra 2000, jugoslovanske zvezne oblasti pa so ga aretirale 31. marca 2001 zaradi suma korupcije, zlorabe položaja in poneverbe. Začetna preiskava Miloševića je zaradi pomanjkanja dokazov zavlekla, kar je spodbudilo srbskega premierja Zorana Đinđića, da ga je izročil ICTY, da bi mu namesto tega sodili za vojne zločine. Miloševiću je na začetku sojenja razsodilo razsodišče kot nezakonito, ker ni bilo ustanovljeno s soglasjem Generalne skupščine Združenih narodov; zato je zavrnil imenovanje zagovornika za svojo obrambo. Milošević je v petletnem sojenju, ki se je končalo brez sodbe, 11. marca 2006 umrl v svoji zaporniški celici v Haagu, je sam vodil obrambo. Milošević je trpel za srčnimi boleznimi in hipertenzijo ter umrl zaradi srčnega napada. Sodišče je zanikalo kakršno koli odgovornost za Miloševićevo smrt in dejalo, da je zavrnil jemanje predpisanih zdravil in se je namesto tega zdravil sam.
Po Miloševićevi smrti sta ICTY in Mednarodni rezidualni mehanizem za kazenska sodišča ugotovila, da je bil del združenega zločinskega podviga za odstranitev Hrvatov in Bošnjakov iz velikih delov Hrvaške ter Bosne in Hercegovine. Mednarodno sodišče (ICJ) je v zadevi genocida v Bosni sklenilo ločeno, da ni dokazov, ki bi ga povezovali z genocidom, ki so ga zagrešile sile bosanskih Srbov med vojno v Bosni. Vendar je Sodišče ugotovilo, da so Milošević in drugi v Srbiji kršili Konvencijo o genocidu s tem, ko niso preprečili genocida, s tem, da niso sodelovali z ICTY pri kaznovanju njegovih storilcev, zlasti generala Ratka Mladića, in s tem, da so kršili svojo obveznost spoštovanja z začasnimi ukrepi, ki jih je odredilo sodišče. Miloševićeva vladavina je bila opisana kot avtoritarna, pa tudi kleptokratska, s številnimi obtožbami volilnih goljufij, političnih umorov, zatiranja svobode tiska in velike policijske brutalnosti.

## Zgodnje življenje
Slobodan Milošević se je rodil 20. avgusta 1941 v Požarevacu v Kraljevini Jugoslaviji. Rodil se je štiri mesece po nemški okupaciji Jugoslavije. Njegova družina je bila Črnogorskega porekla, oba njegova starša pa sta na prelomu iz šestdesetih na sedemdeseta leta storila samomor. Milošević se je po končani osnovni šoli vpisal na študij prava na Univerzi v Beogradu, kjer je postal vodja ideologije odbora jugoslovanske komunistične Lige (SKJ), Zveze socialistične mladine Jugoslavije (SSOJ). Medtem ko je študiral na univerzi, je postal tesen prijatelj svojega sošolca Ivana Stambolića, čigar stric Petar Stambolić je bil predsednik izvršnega sveta Srbije (Komunistični enakovredni predsednik vlade). To je dokazalo ključno povezavo za Miloševićeve politične možnosti.
Po opravljeni diplomi leta 1966 je Milošević postal gospodarski svetovalec beograjskega župana Branka Pešića. Pet let kasneje se je poročil s svojo prijateljico iz otroštva, Mirjano Marković, s katero je imel dva otroka: Marka in Marijo. Markovićeva je imela nekaj vpliva na Miloševićevo politično kariero tako pred njegovim prihodom na oblast kot po njem; bila je tudi voditeljica koalicijskega partnerja svojega moža, jugoslovanske levice (JUL) iz leta 1990. Leta 1968, Milošević dobil službo v podjetju TEHNOGAS, kjer je delal in leta 1973 postal njen direktor. Do leta 1978 je sponzorstvo omogočilo Miloševiću, da je postal vodja Beobanke, ene največjih jugoslovanskih bank; njegovi pogosti izleti v Pariz in New York so mu dali priložnost, da se je naučil govoriti angleško.

## Politična kariera

### Prihod na oblast
16. aprila 1984 je bil Milošević imenovan za vodjo srbske komunistične partije v Beogradu, leta 1986 pa za predsednika Zveze komunistov Srbije. Septembra 1987 je bil Milošević pozvan, da strmoglavi srbskega predsednika Ivana Stambolića, notranja opozicija pa je bila zatrta in Milošević je postal edini vladar Socialistične republike Srbije, čeprav sprva ni prevzel sam sedeža, ampak ga je Petar Gračanin.

Milošević je prešel od komunistov do nacionalistov. V letih 1988 in 1990 je bil vodja anti-birokratske revolucije, kot tudi jugoslovanske republike Črne gore, kjer je oblast nadomestil s pravimi voditelji v okviru obeh avtonomnih pokrajin Kosova in Vojvodine. Leta 1989 je Milošević postal predsednik jugoslovanske republike Srbije ter istega leta spremenil jugoslovansko ustavo, s čimer je ukinil samostojnost pokrajin Kosova 
 in Vojvodine.
Januarja 1990 je samostojnejše težnje SR Slovenije in SR Hrvaške pripeljalo do razpada BDKJ. V juliju 1990 je Zveza komunistov Srbije je Organizacijo BDKJ je združila s srbsko organizacijo zveze z Socialistične stranke Srbije (SPS), ko je bil izvoljen njegov prvi predsednik Milošević. V naslednjih prvih demokratičnih volitvah po drugi svetovni vojni decembra 1990, je bil potrjen s 65 odstotkov glasov v predsedniški pisarni.

### Sodelovanje v Jugoslovanskih vojnah
Ko sta se junija 1991 Slovenija in Hrvaška osamosvojili, je Milošević z jugoslovansko vojsko hotel odvzeti osamosvojitev obeh držav in ju vključiti nazaj v SFR Jugoslavijo, vendar mu to ni uspelo. Slovenija je prva premagala jugoslovansko vojsko, zaradi česar se je Milošević predal in napovedal umik vojske iz Slovenije, medtem, ko je vojno na Hrvaškem nadaljeval. Po osamosvojitvi Makedonije septembra istega leta ni prišlo do napadov, medtem, ko so se napadi po osamosvojitvi Bosne in Hercegovine marca 1992 spremenili v smrtonosno vojno v Bosni in na Hrvaškem. 20. maja 1992 je SFR Jugoslavija razpadla in Srbija je pod Miloševićevim vodstvom ustanovila Zvezno republiko Jugoslavijo, ki sta jo sestavljali Srbija in Črna gora.
Tako med jugoslovanskimi vojnami kot tudi pozneje se je trdilo, da je srbska vlada pod Miloševićem med vojaškim spopadom leta 1990 verjetno že pred tem načrtovala ustanovitev skupne velikosrbske države, kamor je šla predvsem po območjih, da bi se pridružila Srbiji. Vendar to stališče ni dokazljivo, kot so večkrat zahtevali politiki v Republiki Srbski Krajini, skupni državi, vendar ga je Milošević večkrat javno zavrnil, ki je kot član komunistične partije gledal, da ohranja obstoječo državo.
21. novembra 1995 so Milošević, bosanski predsednik Alija Izetbegović in hrvaški predsednik Franjo Tuđman, podpisali Daytonski sporazum, s katerim je bila končana vojna tako v Bosni in Hercegovini in kot tudi na Hrvaškem. Republika Srbska, ki jo je ustanovil Milošević, je kot pretežno avtonomna enota v tej državi zabeležila uspeh.

### Predsednik Srbije in Zvezne republike Jugoslavije
Po lokalnih volitvah 17. novembra 1996 se je Milošević v veliko mestih v Srbiji, med drugim v Beogradu, pojavil kot zmagovalec opozicijske stranke. Predstavniki PLC je zahteval pregled rezultatov volitev pod Miloševićevo politično močjo. V Beogradu in drugih srbskih mestih, je to opozicija zahtevala množičnih demonstracijah. Tako je moč Miloševića v Srbiji začela padati. Julija 1997 je sam izstopil iz urada predsednika Srbije, deloma zato, ker ga ni bi bilo mogoče ponovno izvoliti na to funkcijo v skladu z ustavo, vendar je bil nato izvoljen 15. julija 1997, ko ga je izvolila socialistična večina jugoslovanskega zveznega parlamenta za predsednika Zvezne republike Jugoslavije.
V maju 1998 je Milošević vodil strmoglavljenje jugoslovanskega predsednika vlade Radoje Kontića iz Črne gore, s čimer se je povečala napetost med Miloševićem prevladovanjem zvezne vlade in Črno goro.
V devetdesetih letih so se nasprotja med albansko večino in srbsko manjšino na Kosovu zaostrila. Leta 1996 je prišlo do oboroženih spopadov med Osvobodilno vojsko Kosova (OVK) in oboroženimi silami Zvezne republike Jugoslavije. Ta konflikt je dosegel vrhunec v prvi nacionalni vojni na Kosovu v letih 1998 in 1999, ko je Milošević sprejel rezultat podpore kosovskih Albancev s strani Nata in zavrnitve jugoslovanske vlade, Natovih čet na jugoslovanskih tleh, 24. marca 1999 pa je Nato napadel Jugoslavijo in v zahvalo za to je Združenim Narodom uspelo končati vojno na Kosovu, vendar je pokrajina še vedno formalno pripadala Jugoslaviji.
Milošević je zmagal na predsedniških volitvah 24. septembra 2000, s čimer je postal prvi zmagovalec volitev, vendar je bil na koncu po dolgotrajnih protestih in množičnih demonstracijah 5. oktobra 2000 prisiljen odstopiti, s tem pa je bil njegov režim končno strmoglavljen. Novi predsednik Jugoslavije je postal Vojislav Koštunica.

## Množični umori političnih nasprotnikov
Poleti 2000 je bil ugrabljen nekdanji srbski predsednik Ivan Stambolić; njegovo truplo so našli leta 2003 in Milošević je bil obtožen naročila njegovega umora. Leta 2005 je bilo v Beogradu zaradi številnih umorov obsojenih več članov srbske tajne policije in kriminalnih združb, med drugim tudi Stambolićev. To so bili isti ljudje, ki so aretirali Miloševića aprila 2001. Junija 2006 je vrhovno sodišče Srbije odločilo, da je Milošević naročil umor Stambolića, pri čemer je sprejelo prejšnjo sodbo Posebnega sodišča za organizirani kriminal v Beogradu, ki je Miloševića ciljalo na glavnega povzročitelja politično motiviranih umorov v devetdesetih letih. Miloševićevi odvetniki so dejali, da je sodba sodišča malo vredna, ker nikoli ni bil uradno obtožen ali mu ni bila dana priložnost, da se brani pred obtožbami. Poleg tega je bila večina teh umorov vladnih uradnikov, kot so visoki policijski uradnik Radovan Stojičić, obrambni minister Pavle Bulatović in direktor JAT Žika Petrović.

## Sojenje na sodišču za vojne zločine
Leta 2001 je Jugoslavija izročila Miloševića sodišču za vojne zločine v Haggu. Milošević je bil v skupno treh obtožnicah obtožen več kaznivih dejanj, vključno z vojnimi zločini, kršitvami človekovih pravic in izvajanjem genocida.
Sojenje na sodišču za vojne zločine se je začelo leta 2002. Miloševiću je bilo dovoljeno, da se brani. Sojenje je bilo večkrat prekinjeno, ker je menil, da je sodišče začasno kot primerno mesto za politične govore. V zapletenih sojenjem prič, kjer je bilo posnetih 200 videoposnetkov z ogromno količino datotek in dokumentov, so zaslišali več kot 400-krat. V Srbiji, pa tudi v drugih republikah nekdanje Jugoslavije, je zaslišanje sprva sprejelo veliko zanimanje. To je bila njegova politika jasno različni pregledi v srbskega prebivalstva med podporniki in nasprotniki. Zaradi dolgega časa procesa je interes hitro upadel.
Miloševićeva obtožnica na sodišču ga je opisala kot "brezvestnega človeka laži in izkrivljanja zgodovine". Primer proti njemu je bil npr. "zaščititi tiste, ki so odgovorni za resnico" in "napačne zaključke, da pripravi" samo enemu namenu. Poslanstvo Nata je Milošević opisal kot "NATOVO agresijo".
3. marca 2004, so tako imenovani prijatelji na sodišču predstavili predlog za oprostilno sodbo zaradi obtožb genocida v Bosni in Hercegovini, saj ni bilo dovolj dokazano z strani tožilcev v takratnih dve leti zapored procesov. Ta vloga je bila zavrnjena 16. junija 2004, ki ga je predsednik senata Bonomy, le devet dni po prevzemu predsedovanja, odstopil zaradi zdravstvenih razlogov. Po njegovem mnenju bi sodniki morali najprej narediti evidenco, nato 35.000 strani sodnih in več kot 600.000 strani dokazov, da je v postopku na ravni in za odločanje o oprostilno sodbo v delu obtožbe.  

## Smrt
Glavni članek: Smrt Slobodana Miloševića.
Milošević je trpel za srčno-žilnimi boleznimi in visokim krvnim tlakom. 11. marca 2006 je Slobodan Milošević v zaporniški celici v Haggu doživel srčni infarkt in umrl v starosti 64 let. Tega dne so ga našli mrtvega in so naredili obdukcijo njegovega trupla, kjer so ugotovili, da je umrl zaradi srčne kapi. Po njegovi smrti so njegovo truplo pripeljali v Srbijo in so ga pokopali v njegovem rojstnem kraju Požarevac.
Po Miloševićevi smrti je bil postopek zaključen po štirih letih in pol sojenja brez končnega poročila. Human Rights Watch je močno pohvalil delo sodišča.